# تدوين الاتحاد العالمي لطب الأسنان
تدوين الاتحاد الدولي لطب الأسنان (بالإنجليزية: FDI World Dental Federation notation) يستخدم بشكل واسع من قبل أطباء الأسنان لينسب معلومات إلى سن معينة.
تم إنشاؤه من قبل الاتحاد العالمي لطب الأسنان (بالإنجليزية: FDI World Dental Federation)‏، ويعرف بتدوين الـ(FDI) أيضًا بتدوين (ISO 3950).
اتجاه المخطط يكون برؤية طبيب الأسنان، أي أن يمين المريض يوافق يسار مخطط الترميز. التسمية في المخطط في الأسفل «يمين» و «يسار» يوافق يمين ويسار المريض.

## جدول الرموز

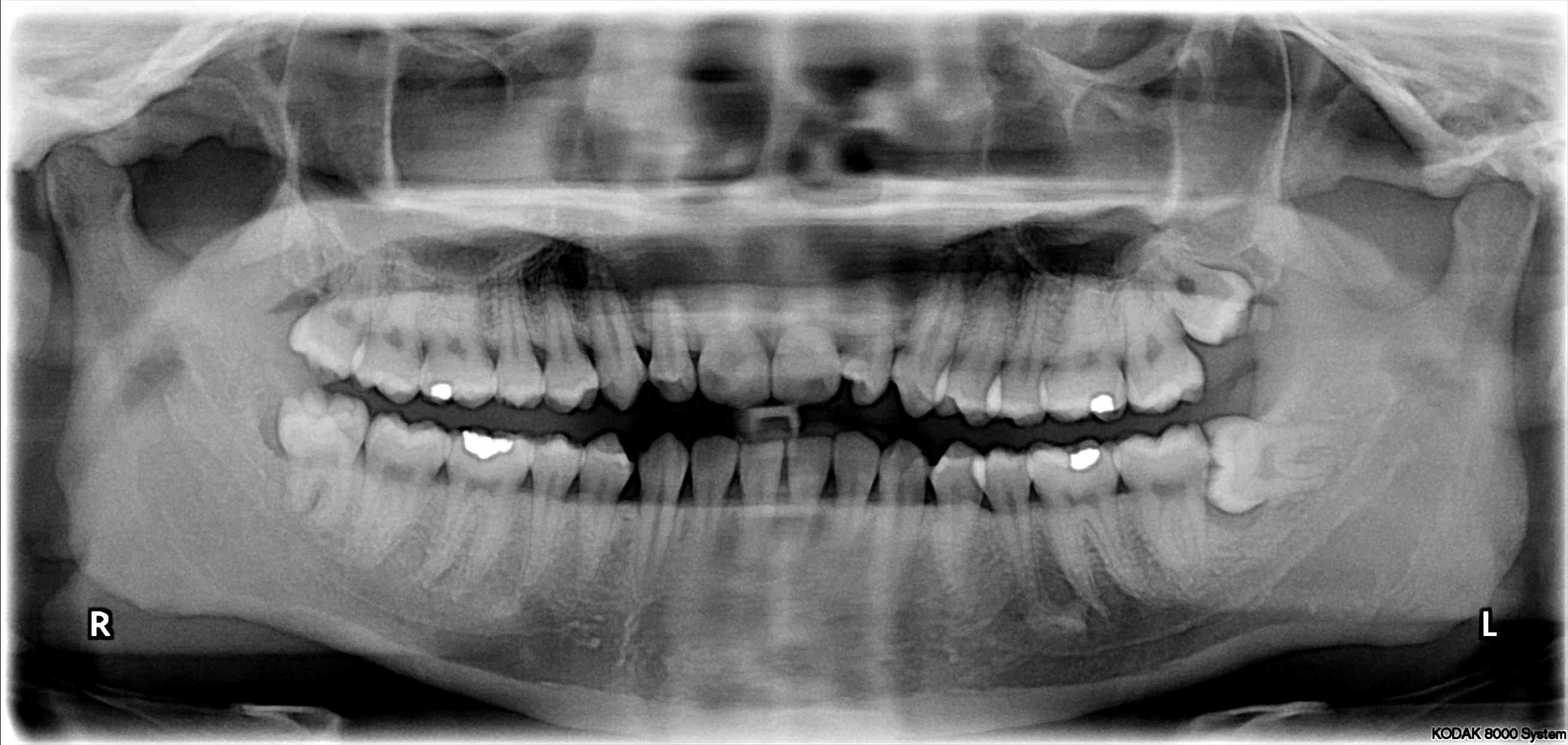
أشعة للأسنان والفك تظهر الأسنان الدائمة الطبيعية، آخر ضرسين على يسار المريض (يمين الطبيب) 28 و38 -ضرسي العقل العلوي والسفلي- مطمورين بشدة.

| الأسنان الدائمة  | الأسنان الدائمة  | الأسنان الدائمة  | الأسنان الدائمة  | الأسنان الدائمة  | الأسنان الدائمة  | الأسنان الدائمة  | الأسنان الدائمة  | الأسنان الدائمة  | الأسنان الدائمة  | الأسنان الدائمة  | الأسنان الدائمة  | الأسنان الدائمة  | الأسنان الدائمة  | الأسنان الدائمة  | الأسنان الدائمة  |
| أعلى يسار المريض | أعلى يسار المريض | أعلى يسار المريض | أعلى يسار المريض | أعلى يسار المريض | أعلى يسار المريض | أعلى يسار المريض | أعلى يسار المريض | أعلى يمين المريض | أعلى يمين المريض | أعلى يمين المريض | أعلى يمين المريض | أعلى يمين المريض | أعلى يمين المريض | أعلى يمين المريض | أعلى يمين المريض |
| ---------------- | ---------------- | ---------------- | ---------------- | ---------------- | ---------------- | ---------------- | ---------------- | ---------------- | ---------------- | ---------------- | ---------------- | ---------------- | ---------------- | ---------------- | ---------------- |
| 28               | 27               | 26               | 25               | 24               | 23               | 22               | 21               | 11               | 12               | 13               | 14               | 15               | 16               | 17               | 18               |
| 38               | 37               | 36               | 35               | 34               | 33               | 32               | 31               | 41               | 42               | 43               | 44               | 45               | 46               | 47               | 48               |
| أسفل يسار المريض | أسفل يسار المريض | أسفل يسار المريض | أسفل يسار المريض | أسفل يسار المريض | أسفل يسار المريض | أسفل يسار المريض | أسفل يسار المريض | أسفل يمين المريض | أسفل يمين المريض | أسفل يمين المريض | أسفل يمين المريض | أسفل يمين المريض | أسفل يمين المريض | أسفل يمين المريض | أسفل يمين المريض |
|                  |                  |                  |                  |                  |                  |                  |                  |                  |                  |                  |                  |                  |                  |                  |                  |
| الأسنان اللبنية  |                  |                  |                  |                  |                  |                  |                  |                  |                  |                  |                  |                  |                  |                  |                  |
| أعلى اليسار      | أعلى اليسار      | أعلى اليسار      | أعلى اليسار      | أعلى اليسار      | أعلى اليسار      | أعلى اليسار      | أعلى اليسار      | أعلى اليمين      | أعلى اليمين      | أعلى اليمين      | أعلى اليمين      | أعلى اليمين      | أعلى اليمين      | أعلى اليمين      | أعلى اليمين      |
|                  |                  |                  | 65               | 64               | 63               | 62               | 61               | 51               | 52               | 53               | 54               | 55               |                  |                  |                  |
|                  |                  |                  | 75               | 74               | 73               | 72               | 71               | 81               | 82               | 83               | 84               | 85               |                  |                  |                  |
| أسفل اليسار      | أسفل اليسار      | أسفل اليسار      | أسفل اليسار      | أسفل اليسار      | أسفل اليسار      | أسفل اليسار      | أسفل اليسار      | أسفل اليمين      | أسفل اليمين      | أسفل اليمين      | أسفل اليمين      | أسفل اليمين      | أسفل اليمين      | أسفل اليمين      | أسفل اليمين      |

الأسنان والأرقام المخصصة لها:
- 11 21 51 61 ثنية علوية 1
- 41 31 81 71 ثنية سفلية 1
- 12 22 52 62 رباعية علوية 1
- 42 32 82 72 رباعية سفلية 1
- 13 23 53 63 ناب علوي 1
- 43 33 83 73 ناب سفلي 1
- 14 24 ضاحكة أولى علوية 2
- 44 34 ضاحكة أولى سفلية 1
- 15 25 ضاحكة ثانية علوية 1
- 45 35 ضاحكة ثانية سفلية 1
- 16 26 54 64 رحى أولى علوية 3
- 46 36 84 74 رحى أولى سفلية 2
- 17 27 55 65 رحى ثانية علوية 3
- 47 37 85 75 رحى ثانية سفلية 2
- 18 28 رحى ثالثة علوية 3
- 48 38 رحى ثالثة سفلية 2

## كيف يمكن فهم الرموز
في بعض الأحيان توضع نقطة بين رقم الربع ورقم السن كي لا يحدث التباس مع أنظمة التدوين الأخرى
| 1 | الأسنان العلوية اليمنى الدائمة |
| 2 | الأسنان العلوية اليسرى الدائمة |
| 3 | الأسنان السفلية اليسرى الدائمة |
| 4 | الأسنان السفلية اليمنى الدائمة |
| 5 | الأسنان العلوية اليمنى اللبنية |
| 6 | الأسنان العلوية اليسرى اللبنية |
| 7 | الأسنان السفلية اليسرى اللبنية |
| 8 | الأسنان السفلية اليمنى اللبنية |

| 1 | القواطع المركزية                                    |
| 2 | القواطع الجانبية                                    |
| 3 | الأنياب                                             |
| 4 | ضاحكة أولى (أسنان دائمة) / رحى أولى (أسنان مؤقتة)   |
| 5 | ضاحكة ثانية (أسنان دائمة) / رحى ثانية (أسنان مؤقتة) |
| 6 | رحى أولى (أسنان دائمة)                              |
| 7 | رحى ثانية (أسنان دائمة)                             |
| 8 | رحى ثالثة (أسنان دائمة)                             |

مثال:
- "13" ناب علوي أيمن دائم.
- "32" قاطع جانبي سفلي أيسر دائم.

## وصلات خارجية
- Dr.Bunn page on dental notations.